# Maurissa Tancharoen
Maurissa Tancharoen Whedon (* 28. listopadu 1975 Los Angeles, Kalifornie) je americká herečka, scenáristka a producentka.

## Kariéra
Mezi její první produkci v kariéře patří práce asistentka producenta na seriálu NYPD Blue, Brooklyn South a vedoucí producentka seriálu DanceLife.
Jako scenáristka pracovala na seriálech Agenti S.H.I.E.L.D., Starz Spartacus: Gods of the Arena, Drop Dead Diva, Dům loutek a na sitcomu Oliver Beene. Pracovala také na filmu Spartakus: Vengeance.
Kromě scenáristiky, hrála také krátkou roli v Domu loutek jako „aktivní Kilo“ a je spoluautorem textů pro díl: „Remains“ a s Jedem Whedonem pro díl „Epitaf One“. Je spoluautorkou seriálu Dr. Horrible's Sing-Along Blog, kde se zároveň objevila jako postava Groupie #1. Objevila se také jako zpěvačka v adaptaci filmu Mnoho povyku pro nic z roku 2012. Později poskytla Zeldin zpěv ze seriálu The Musical filmu The Legend of Neil, parodii založené na videohře The Legend of Zelda a nazpívala doprovodné vokály k parodické filmu The Guild z roku 2011.
V roce 2012 Tancharoenová spolupracovala s Jedem Whedonem a Jossem Whedonem na filmu Avengers. O rok později se stala výkonným producentem seriálu Agenti S.H.I.E.L.D.

## Osobní život
Maurissa Tancharoenová je thajského původu. Na vysokou školu chodila do Occidental College v Los Angeles. Na škole napsala dvě divadelní hry, které získaly literární cenu Argonaut & Moore. Její otec, Tommy Tancharoen, je koordinátorem dopravy pro hollywoodské filmy. Její bratr Kevin Tancharoen je režisér, jehož nejznámějším celovečerním filmem je Fame z roku 2009. 19. dubna 2009 se Tancharoenová provdala za kolegu scenáristu Jeda Whedona. Jejich první dítě, dcera Benny Sue Whedon, se narodila v roce 2015.
Ve svých mladších letech byla Tancharoenová členkou dívčí skupiny Pretty in Pink. Skupina se rozpadla dříve, než zaznamenala velký úspěch. Krátce před tím, byl Tancharoenové diagnostikován lupus, který vyžadoval chemoterapii.

## Ocenění
V roce 2009 získala Tancharoenová ocenění Streamy Award za nejlepší scénář pro komediální webovou sérii Dr. Horrible's Sing-Along Blog.

## Album
„Wake Up“ skupiny Pretty in Pink (Motown, 1991)

## Filmografie

### Filmy
| Rok  | Název                | Role      | Poznámky    |
| ---- | -------------------- | --------- | ----------- |
| 1988 | Moonwalker           | Dancer    |             |
| 2003 | Headache             | EKG Nurse | krátký film |
| 2005 | I?                   | Jessica   | krátký film |
| 2008 | Promotion            |           | krátký film |
| 2012 | Mnoho povyku pro nic |           |             |
| 2014 | Lust for Love        | Hazel     |             |

### Televize
| Rok        | Název                          | Role                   | Poznámky                                                                           |
| ---------- | ------------------------------ | ---------------------- | ---------------------------------------------------------------------------------- |
| 2005       | Tatík Hill a spol.             | Yuppie Woman #1 (hlas) | díl: „Mutual of Omabwah“                                                           |
| 2008       | Dr. Horrible's Sing-Along Blog | Groupie #1             | díl: „Act III“                                                                     |
| 2009       | The Legend of Neil             | Zelda                  | díl: „Les Neilérables“                                                             |
| 2009       | Floored and Lifted             | Mo                     | díl: „That's Fine“                                                                 |
| 2009–2010  | Dům loutek                     | Kilo                   | díly: „The Public Eye“, „Meet Jane Doe“, „Epitaph Two: The Return“                 |
| 2011       | The Guild                      | Alina                  | díly: „Ends and Begins“, „Revolving Doors“, „Downturn“                             |
| 2011, 2013 | Mortal Kombat: Legacy          | Kana                   | díly: „Scorpion & Sub Zero: Parts 1 & 2“, „Liu Kang and Kung Lao Reunite in Macau“ |
| 2013       | LearningTown                   | mladá Wand-A           | díly: „Princess“, „Viral“, „Storm“                                                 |
| 2019       | Agenti S.H.I.E.L.D.            | Sequoia                | díl: „Code Yellow“                                                                 |

## Ostatní
| Rok       | Název                          | Poznámky                                                              |
| --------- | ------------------------------ | --------------------------------------------------------------------- |
| 1998–2000 | NYPD Blue                      | asistent producenta (31 dílů)                                         |
| 2003      | Oliver Beene                   | vedlejší scenárista (TV série)                                        |
| 2007      | DanceLife                      | vedoucí producent (TV série)                                          |
| 2008      | Dr. Horrible's Sing-Along Blog | scenárista (díl: „Act I-III“)                                         |
| 2009      | Drop Dead Diva                 | editor příběhu (8 dílů), scenárista (díl: „Crazy“)                    |
| 2009–2010 | Dům loutek                     | editor příběhu, scenárista (13 dílů)                                  |
| 2011      | Spartacus: Bohové arény        | koproducent (6 dílů), scenárista (díl: „Missio“)                      |
| 2012      | Spartacus                      | koproducent (5 dílů)                                                  |
| 2013–2020 | Agenti S.H.I.E.L.D.            | tvůrce, vedoucí producent, scenárista (17 dílů), showrunner (44 dílů) |
| 2016      | Agenti S.H.I.E.L.D.: Slingshot | vedoucí producent (6 dílů)                                            |